# Theridion illecebrosum
Theridion illecebrosum là một loài nhện trong họ Theridiidae.
Loài này thuộc chi Theridion. Theridion illecebrosum được Eugène Simon miêu tả năm 1886.